# Ringvoll (Østfold)
Ringvoll is een plaats in de Noorse gemeente Indre Østfold, fylke Østfold. Ringvoll telt 481 inwoners (2007) en heeft een oppervlakte van 0,46 km².